# Manchester City Football Club 2023-2024
Questa voce raccoglie le informazioni riguardanti il Manchester City Football Club nelle competizioni ufficiali della stagione 2023-2024.

## Stagione

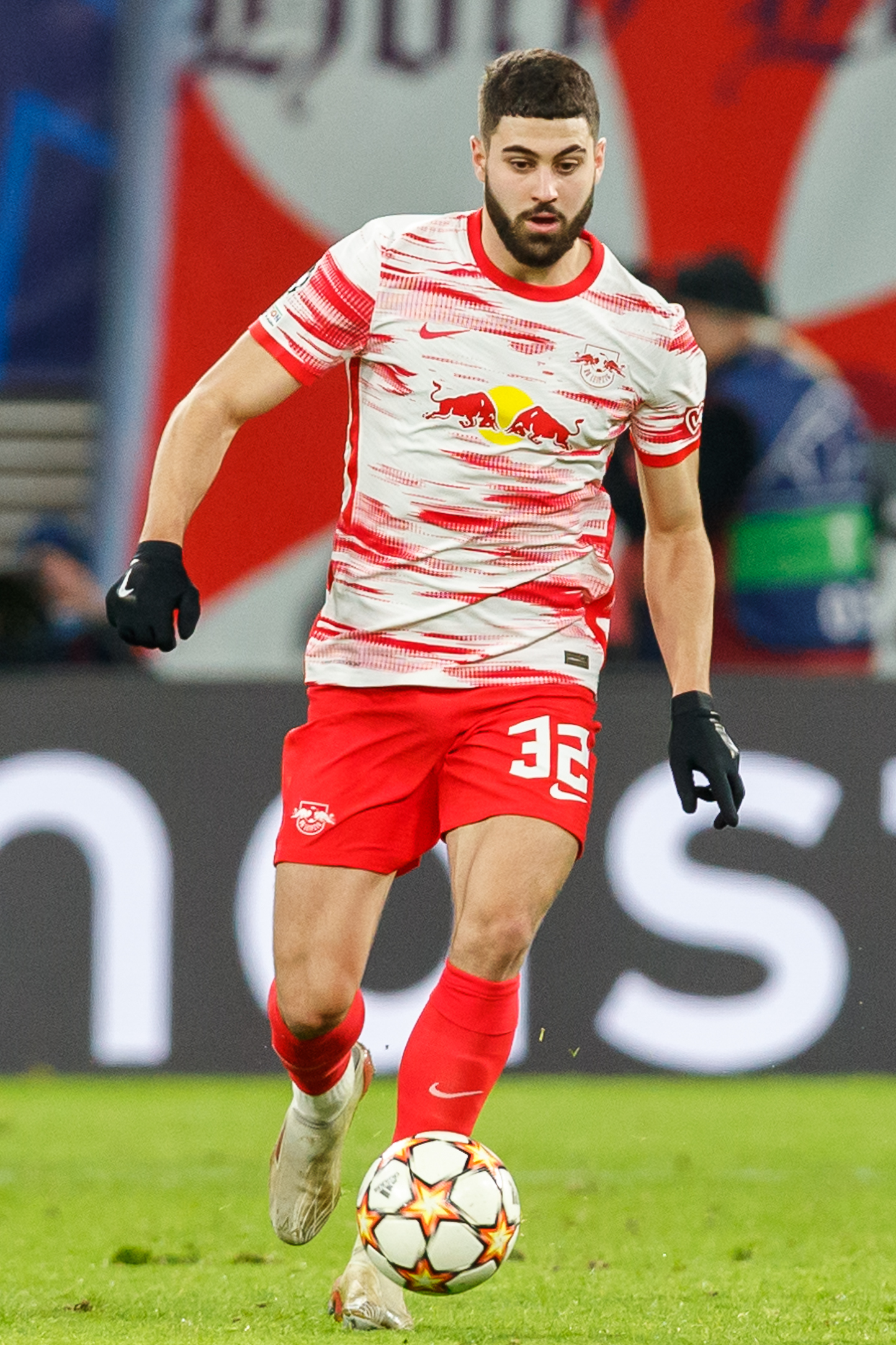
Il croato Joško Gvardiol, acquisto estivo dei Citizens, diventa il difensore più costoso di sempre, affermandosi nellundici titolare durante il corso della stagione.

Dopo lo storico treble della stagione precedente, il Manchester City saluta il capitano Gündoğan, passato al Barcellona da svincolato, e l'ala Mahrez, ceduto all'Al-Ahli, mentre sul fronte delle entrate si rafforza con Kovačić, acquistato dagli avversari del Chelsea, e con il difensore croato Gvardiol, pagato 90 milioni di euro dal RB Lipsia; la cui operazione fa registrare il più alto esborso di sempre per un centrale difensivo. Negli ultimi giorni gli inglesi si accordano con Doku, esterno d'attacco prelevato dal Rennes, e con il talentuoso centrocampista portoghese Matheus Nunes dallo Sporting Lisbona, mentre cedono Laporte all'Al-Nassr e Palmer, cresciuto nelle giovanili del club, ai rivali del Chelsea. 
La stagione sportiva si apre tuttavia con una brusca sconfitta, la terza consecutiva, nel Community Shield: al Wembley Stadium di Londra, il Manchester City viene difatti battuto dall'Arsenal ai tiri di rigore per 4-1 dopo che il match si era concluso sul risultato di 1-1. Dieci giorno dopo, allo stadio Geōrgios Karaiskakīs del Pireo, i campioni d'Europa in carica si riscattano dalla succitata uscita a vuoto e si aggiudicano la loro prima Supercoppa UEFA a discapito degli spagnoli del Siviglia, prevalendo per 5-4 ai tiri di rigore dopo l'1-1 alla fine dei tempi regolamentari, diventando la sesta squadra complessiva a centrare un quadruple. Nelle prime quattro giornate di campionato, il Manchester City raccoglie altrettante vittorie, centrando la vetta della classifica e risultando già l'unico team a punteggio pieno. Al ritorno dalla sosta settembrina delle nazionali, i Citizens ottengono un ulteriore successo sul campo del West Ham Utd, incrementando il margine di distacco dalle inseguitrici anche grazie alle reti del centravanti norvegese Haaland. L'esordio nella fase a gironi della Champions League, che vede i detentori del trofeo inseriti nel gruppo G insieme a RB Lipsia, Stella Rossa e Young Boys, viene bagnato con una vittoria in rimonta ai danni dei serbi all'Etihad Stadium. Dopo aver prevalso sul Nottingham Forest in campionato, la formazione di Guardiola viene inaspettatamente estromessa dalla Carabao Cup per mano del Newcastle Utd, che supera 1-0 i mancuniani al St. James' Park nel terzo turno della competizione. Quest'ultima debacle, inframezzata da un sofferto trionfo sul terreno del RB Lipsia in Champions League e coadiuvata alle assenze del capitano De Bruyne per infortunio e del mediano Rodri per squalifica, sfocia in due ulteriori sconfitte consecutive contro Wolverhampton e Arsenal, le quali fanno perdere appunto il primato in classifica in campionato proprio a favore di questi ultimi e del Tottenham di Postecoglou.
Alla ripresa della sosta per le nazionali di ottobre, un redivivo Manchester City inanella tre vittorie consecutive in campionato, tra cui quella netta all'Old Trafford nel derby contro i rivali concittadini, e ritrova momentaneamente la vetta della classifica, complice anche alcuni passi falsi del Tottenham capolista. In Champions League, i Citizens continuano la loro marcia positiva e battono senza troppi problemi lo Young Boys sia in trasferta che in casa, trovando la prematura qualificazione agli ottavi di finale con due turni d'anticipo. Durante il mese di novembre, i mancuniani accusano tuttavia un'altra flessione negativa in campionato, incappando in tre pareggi consecutivi contro Chelsea, Liverpool e Tottenham, e che culmina poi alla 15ª giornata con la cocente sconfitta di misura al Villa Park per mano della rivelazione Aston Villa, che fa scivolare gli Sky Blues al quarto posto in classifica, a sei punti di distanza dallo straripante Arsenal di Arteta, issatosi come una delle principali antagoniste a livello nazionale; mentre sul fronte europeo, gli inglesi concludono invece il girone di Champions League al primo posto a punteggio pieno, grazie al successo casalingo per 3-2 sul RB Lipsia e a quello esterno, avvenuto col medesimo risultato, a discapito della Stella Rossa. Dopo aver ritrovato il successo in campionato contro il neopromosso Luton Town al Kenilworth Road e aver poi racimolato solamente un pareggio con il Crystal Palace in casa, il Manchester City vola in Arabia Saudita per disputare la Coppa del mondo per club, dove supera dapprima l'Urawa Reds per 3-0 in semifinale e successivamente il Fluminense per 4-0 in finale, conquistando il primo titolo mondiale della sua storia e diventando inoltre la settima squadra complessiva, nonché prima inglese, a realizzare un quintuple; mentre Guardiola emerge come unico allenatore ad aver trionfato nel torneo con tre formazioni differenti dopo i precedenti ottenuti alla guida di Barcellona e Bayern Monaco. Rientrati in patria, i Citizens vincono in trasferta contro l'Everton e chiudono il girone d'andata del campionato al terzo posto in classifica (con una partita ancora da recuperare) a cinque punti di distanza dal Liverpool di Klopp, che aveva effettuato nel frattempo il sorpasso in vetta sull'Arsenal. Con l'avvento dell'anno nuovo, il Manchester City apre il girone di ritorno con un trionfo casalingo ai danni dello Sheffield Utd, fanalino di coda del campionato, per poi superare in scioltezza anche l'Huddersfield Town nel match d'esordio in FA Cup, dove ha fatto inoltre il proprio rientro dall'infortunio il capitano De Bruyne. La settimana dopo, gli Sky Blues prevalgono in rimonta per 3-2 sul terreno del Newcastle Utd, grazie alla rete in extremis dell'ala norvegese Bobb, aggregato in prima squadra dal settore giovanile, agganciando così l'Arsenal, reduce da due sconfitte consecutive, al secondo posto in classifica e mantenendo invariato il distacco dal Liverpool capolista. Nella sessione di calciomercato invernale, la società inglese si limita all'acquisto del promettente centrocampista argentino Echeverri, lasciato contestualmente in prestito al River Plate fino al gennaio 2025, e cede invece a titolo definitivo il portiere Steffen agli statunitensi del Colorado Rapids, nonché il mediano Phillips in prestito semestrale ai conterranei del West Ham Utd dopo una sola stagione, nella quale aveva deluso altamente le aspettative, trovando di conseguenza poco impiego in campo. 

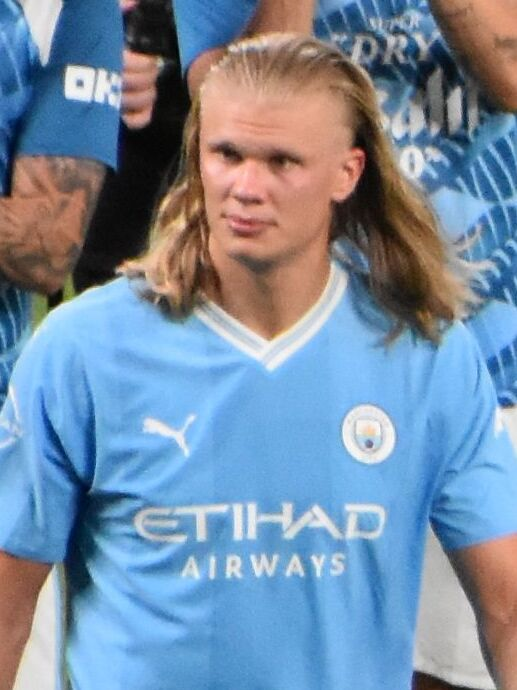
L'attaccante norvegese Erling Haaland si conferma capocannoniere del campionato inglese, nonché miglior marcatore stagionale degli Sky Blues con 38 reti totali.

Al ritorno dalla sosta di gennaio, i Citizens battono dapprima il Tottenham per 1-0 nel quarto turno di FA Cup (decide il gol di Aké) e poi ottengono tre successi consecutivi in campionato contro Burnley, Brentford ed Everton, che li proiettano a due punti di distanza dal Liverpool, sconfitto alla 23ª giornata dall'Arsenal, quest'ultimo sempre appaiato ai mancuniani in seconda posizione; mentre il percorso in Champions League riprende a febbraio con gli ottavi di finale, che vedono il Manchester City opposto ai danesi del Copenaghen: la sfida d'andata al Parken Stadium si risolve con una netta vittoria per 3-1 a favore della formazione allenata da Guardiola. Colto il successo europeo, gli Sky Blues danno continuità al loro andamento positivo in campionato, pareggiando contro il Chelsea e vincendo contro il Brentford — nel recupero della 18ª giornata rinviata a dicembre — e il Bournemouth, portandosi dunque ad un solo punto dal primato in classifica. Dopo aver eliminato il Luton Town con un clamoroso 6-2 nel quinto turno di FA Cup, in cui l'attaccante norvegese Haaland realizza una cinquina, i Citizens trionfano sia nella seconda stracittadina di campionato contro i rivali del Manchester Utd, imponendosi in rimonta per 3-1 all'Etihad Stadium, sia nella partita di ritorno in Champions League contro il Copenaghen, che garantisce l'accesso ai quarti di finale della competizione continentale. Lo scontro diretto con il Liverpool, programmato per la 28ª giornata di campionato, termina in pareggio, lasciando sì inalterato il distacco tra le due squadre, ma facendo scivolare tuttavia il Manchester City al terzo posto della graduatoria, poiché l'Arsenal, vittorioso in casa contro il Brentford, aggancia proprio i Reds in testa alla classifica. Al rientro dall'ultima sosta per le nazionali, i Citizens hanno dapprima ragione del Newcastle Utd nei quarti di finale della FA Cup e poi pareggiano anche nell'altro match clou di campionato contro l'Arsenal, permettendo momentaneamente al Liverpool di riprendere il comando della classifica. Superati tranquillamente Aston Villa e Crystal Palace ad inizio aprile, gli Sky Blues riaprono il loro cammino in Champions League con i quarti di finale, in cui affrontano gli spagnoli del Real Madrid: la gara d'andata allo stadio Santiago Bernabéu termina con un pirotecnico pareggio per 3-3, mentre in quella di ritorno all'Etihad Stadium, preceduta dal successo in campionato contro il Luton Town, i mancuniani devono tuttavia arrendersi ai madrileni per 4-3 nella serie dei tiri di rigore dopo che i tempi regolamentari e supplementari si erano nuovamente conclusi in parità sul risultato di 1-1. Smaltita la dolorosa eliminazione europea, il Manchester City prevale per 1-0 sul Chelsea nella semifinale di FA Cup (decide la rete di Bernardo Silva), avendo così l'opportunità di bissare la conquista del trofeo, invece in campionato, dopo aver battuto il Brighton — nel recupero della 29ª giornata rinviata a marzo — e il Nottingham Forest, i Citizens tornano al secondo posto alle spalle dell'Arsenal, che nel mentre aveva spodestato il Liverpool dalla vetta della classifica, complice un pesante sbandamento di questi ultimi, scivolati al terzo posto dopo aver raccolto solamente due pareggi ed una sconfitta nelle ultime quattro gare disputate. Dopo aver superato il Wolverhampton e il Fulham, gli Sky Blues hanno anche la meglio sul Tottenham — nel rinvio della 34ª giornata — e, giovando della precedente sconfitta interna dell'Arsenal contro l'Aston Villa, prendono il tanto agognato comando della classifica con 88 punti, sorpassando appunto i Gunners di due lunghezze con una sola partita rimanente. Nell'ultima gara di campionato, il Manchester City batte per 3-1 in casa il West Ham Utd e conquista dunque la Premier League per la decima volta complessiva, grazie ai 91 punti ottenuti, confermandosi appunto campione d'Inghilterra per il quarto anno consecutivo, nonché per la sesta volta nelle ultime sette stagioni.

## Maglie e sponsor
|  | Casa | Trasferta | Terza divisa |

## Rosa

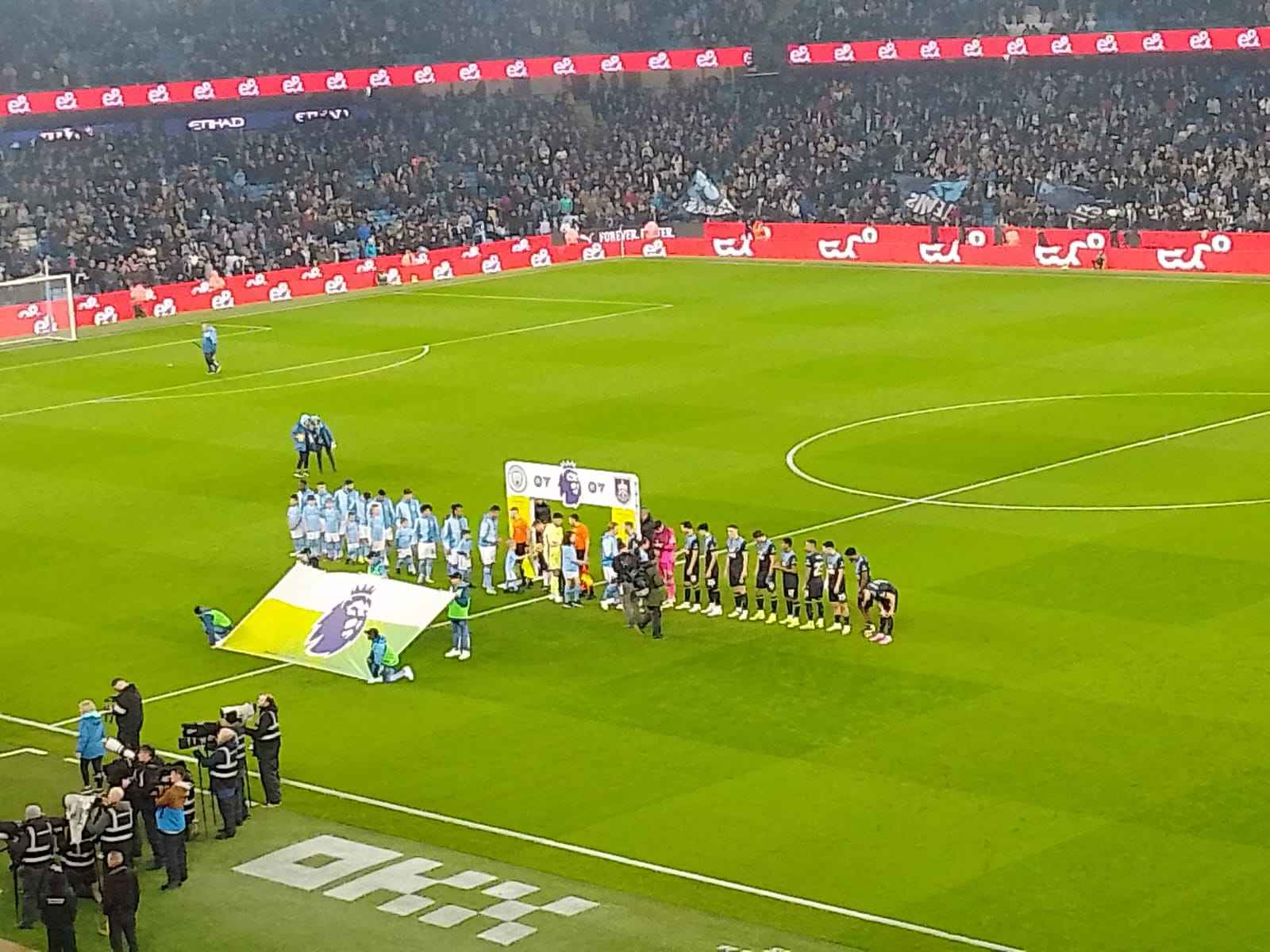
Manchester City e Burnley in campo prima del fischio d'inizio (31 gennaio 2024)

Rosa, numerazione e ruoli, tratti dal sito ufficiale, sono aggiornati al 3 aprile 2024.
| N. |                        | Ruolo | Calciatore             |
| -- | ---------------------- | ----- | ---------------------- |
| 2  | Inghilterra (bandiera) | D     | Kyle Walker (capitano) |
| 3  | Portogallo (bandiera)  | D     | Rúben Dias             |
| 4  | Inghilterra (bandiera) | C     | Kalvin Phillips        |
| 5  | Inghilterra (bandiera) | D     | John Stones            |
| 6  | Paesi Bassi (bandiera) | D     | Nathan Aké             |
| 8  | Croazia (bandiera)     | C     | Mateo Kovačić          |
| 9  | Norvegia (bandiera)    | A     | Erling Haaland         |
| 10 | Inghilterra (bandiera) | C     | Jack Grealish          |
| 11 | Belgio (bandiera)      | A     | Jérémy Doku            |
| 13 | Stati Uniti (bandiera) | P     | Zack Steffen           |
| 14 | Spagna (bandiera)      | D     | Aymeric Laporte        |
| 16 | Spagna (bandiera)      | C     | Rodri                  |
| 17 | Belgio (bandiera)      | C     | Kevin De Bruyne        |
| 18 | Germania (bandiera)    | P     | Stefan Ortega          |
| 19 | Argentina (bandiera)   | A     | Julián Álvarez         |
| 20 | Portogallo (bandiera)  | C     | Bernardo Silva         |

| N. |                        | Ruolo | Calciatore       |
| -- | ---------------------- | ----- | ---------------- |
| 21 | Spagna (bandiera)      | D     | Sergio Gómez     |
| 24 | Croazia (bandiera)     | D     | Joško Gvardiol   |
| 25 | Svizzera (bandiera)    | D     | Manuel Akanji    |
| 27 | Brasile (bandiera)     | C     | Matheus Nunes    |
| 31 | Brasile (bandiera)     | P     | Ederson          |
| 32 | Argentina (bandiera)   | C     | Máximo Perrone   |
| 33 | Inghilterra (bandiera) | P     | Scott Carson     |
| 47 | Inghilterra (bandiera) | C     | Phil Foden       |
| 52 | Norvegia (bandiera)    | A     | Oscar Bobb       |
| 56 | Inghilterra (bandiera) | C     | Jacob Wright     |
| 76 | Spagna (bandiera)      | C     | Mahamadou Susoho |
| 80 | Inghilterra (bandiera) | C     | Cole Palmer      |
| 82 | Inghilterra (bandiera) | D     | Rico Lewis       |
| 87 | Inghilterra (bandiera) | C     | James McAtee     |
| 92 | Inghilterra (bandiera) | A     | Micah Hamilton   |

## Calciomercato

### Sessione estiva
| Acquisti         | Acquisti       | Acquisti            | Acquisti                    |
| R.               | Nome           | da                  | Modalità                    |
| ---------------- | -------------- | ------------------- | --------------------------- |
| D                | Joško Gvardiol | RB Lipsia           | definitivo (90 milioni €)   |
| C                | Mateo Kovačić  | Chelsea             | definitivo (29,1 milioni €) |
| C                | Matheus Nunes  | Wolverhampton       | definitivo (62 milioni €)   |
| A                | Jérémy Doku    | Rennes              | definitivo (64 milioni €)   |
| Altre operazioni |                |                     |                             |
| D                | João Cancelo   | Bayern Monaco       | fine prestito               |
| D                | Yan Couto      | Girona              | fine prestito               |
| D                | Yangel Herrera | Girona              | fine prestito               |
| D                | Issa Kaboré    | Olympique Marsiglia | fine prestito               |
| A                | Nahuel Bustos  | Talleres (C)        | fine prestito               |

| Cessioni         | Cessioni              | Cessioni      | Cessioni                    |
| R.               | Nome                  | a             | Modalità                    |
| ---------------- | --------------------- | ------------- | --------------------------- |
| D                | João Cancelo          | Barcellona    | prestito                    |
| C                | James McAtee          | Sheffield Utd | prestito                    |
| D                | Aymeric Laporte       | Al-Nassr      | definitivo (27,5 milioni €) |
| D                | Benjamin Mendy        | Lorient       | svincolato                  |
| D                | Joshua Wilson-Esbrand | Stade Reims   | prestito                    |
| C                | İlkay Gündoğan        | Barcellona    | svincolato                  |
| C                | Máximo Perrone        | Las Palmas    | prestito                    |
| A                | Riyad Mahrez          | Al-Ahli       | definitivo (35 milioni €)   |
| A                | Cole Palmer           | Chelsea       | definitivo (47 milioni €)   |
| Altre operazioni |                       |               |                             |
| R.               | Nome                  | a             | Modalità                    |
| D                | Yangel Herrera        | Girona        | definitivo (5 milioni €)    |
| D                | Issa Kaboré           | Luton Town    | prestito                    |
| A                | Nahuel Bustos         | Talleres (C)  | prestito                    |

### Sessione invernale
| Acquisti         | Acquisti          | Acquisti         | Acquisti                    |
| R.               | Nome              | da               | Modalità                    |
| Altre operazioni | Altre operazioni  | Altre operazioni | Altre operazioni            |
| R.               | Nome              | da               | Modalità                    |
| ---------------- | ----------------- | ---------------- | --------------------------- |
| C                | Claudio Echeverri | River Plate      | definitivo (14,5 milioni €) |

| Cessioni         | Cessioni          | Cessioni        | Cessioni |
| R.               | Nome              | a               | Modalità |
| ---------------- | ----------------- | --------------- | -------- |
| C                | Kalvin Phillips   | West Ham Utd    | prestito |
| P                | Zack Steffen      | Colorado Rapids | gratuito |
| Altre operazioni |                   |                 |          |
| R.               | Nome              | da              | Modalità |
| C                | Claudio Echeverri | River Plate     | prestito |

## Risultati

### Premier League
| Arbitro: | Pawson |

|  |           |                           |
|  | Marcatori | 4’, 36’ Haaland 75’ Rodri |

| Arbitro: | R. Jones |

|             |           |  |
| Álvarez 31’ | Marcatori |  |

| Arbitro: | Gillett |

|           |           |                       |
| Bogle 85’ | Marcatori | 63’ Haaland 88’ Rodri |

| Arbitro: | Oliver |

|                                                      |           |          |
| Álvarez 31’ Aké 45+5’ Haaland 58’, 70’ (rig.), 90+5’ | Marcatori | 33’ Ream |

| Arbitro: | Madley |

|                 |           |                                         |
| Ward-Prowse 36’ | Marcatori | 46’ Doku 76’ Bernardo Silva 86’ Haaland |

| Arbitro: | Taylor |

|                      |           |  |
| Foden 7’ Haaland 14’ | Marcatori |  |

| Arbitro: | Pawson |

|                           |           |             |
| Dias 13’ (aut.) Hwang 66’ | Marcatori | 58’ Álvarez |

| Arbitro: | Oliver |

|                |           |  |
| Martinelli 86’ | Marcatori |  |

| Arbitro: | Jones |

|                        |           |          |
| Álvarez 7’ Haaland 19’ | Marcatori | 73’ Fati |

| Arbitro: | Tierney |

|  |           |                                   |
|  | Marcatori | 26’ (rig.), 49’ Haaland 80’ Foden |

| Arbitro: | Pawson |

|                                                               |           |                |
| Doku 30’ Bernardo Silva 33’, 83’ Akanji 37’ Foden 64’ Aké 88’ | Marcatori | 74’ Sinisterra |

| Arbitro: | Taylor |

|                                                        |           |                                                |
| Silva 29’ Sterling 37’ Jackson 67’ Palmer 90+5’ (rig.) | Marcatori | 28’ (rig.), 47’ Haaland 45+1’ Akanji 86’ Rodri |

| Arbitro: | Kavanagh |

|             |           |                      |
| Haaland 27’ | Marcatori | 80’ Alexander-Arnold |

| Arbitro: | Hooper |

|                                      |           |                                    |
| Son 9’ (aut.) Foden 31’ Grealish 81’ | Marcatori | 6’ Son 69’ Lo Celso 90’ Kulusevski |

| Arbitro: | Brooks |

|            |           |  |
| Bailey 74’ | Marcatori |  |

| Arbitro: | Robinson |

|               |           |                                 |
| Adebayo 45+2’ | Marcatori | 62’ Bernardo Silva 65’ Grealish |

| Arbitro: | Tierney |

|                        |           |                               |
| Grealish 24’ Lewis 54’ | Marcatori | 76’ Mateta 90+5’ (rig.) Olise |

| Arbitro: | England |

|             |           |  |
| Haaland 71’ | Marcatori |  |

| Arbitro: | Brooks |

|              |           |                                                 |
| Harrison 29’ | Marcatori | 53’ Foden 64’ (rig.) Álvarez 86’ Bernardo Silva |

| Arbitro: | Coote |

|                       |           |  |
| Rodri 14’ Álvarez 61’ | Marcatori |  |

| Arbitro: | Kavanagh |

|                     |           |                                             |
| Isak 35’ Gordon 37’ | Marcatori | 26’ Bernardo Silva 74’ De Bruyne 90+1’ Bobb |

| Arbitro: | Barrott |

|                            |           |                 |
| Álvarez 16’, 22’ Rodri 46’ | Marcatori | 90+3’ Al-Dakhil |

| Arbitro: | Gillett |

|            |           |                       |
| Maupay 21’ | Marcatori | 45+3’, 53’, 70’ Foden |

| Arbitro: | Brooks |

|                  |           |  |
| Haaland 71’, 85’ | Marcatori |  |

| Arbitro: | Madley |

|           |           |              |
| Rodri 83’ | Marcatori | 42’ Sterling |

| Arbitro: | Gillett |

|  |           |           |
|  | Marcatori | 24’ Foden |

| Arbitro: | Madley |

|                              |           |             |
| Foden 56’, 80’ Haaland 90+1’ | Marcatori | 8’ Rashford |

| Arbitro: | Oliver |

|                         |           |            |
| Mac Allister 50’ (rig.) | Marcatori | 23’ Stones |

| Arbitro: | Gillett |

|  |           |                                          |
|  | Marcatori | 17’ De Bruyne 26’, 34’ Foden 62’ Álvarez |

| Manchester 31 marzo 2024, ore 16:30 WEST 30ª giornata | Manchester City | 0 – 0 referto | Arsenal | Etihad Stadium (53 422 spett.)\| Arbitro: \| Taylor \| |
| Arbitro:                                              | Taylor          |               |         |                                                        |

| Arbitro: | England |

|                                 |           |           |
| Rodri 11’ Foden 45+1’, 62’, 69’ | Marcatori | 20’ Durán |

| Arbitro: | Tierney |

|                       |           |                                          |
| Mateta 3’ Édouard 86’ | Marcatori | 13’, 70’ De Bruyne 47’ Lewis 66’ Haaland |

| Arbitro: | Brooks |

|                                                                           |           |             |
| Hashioka 2’ (aut.) Kovačić 64’ Haaland 76’ (rig.) Doku 87’ Gvardiol 90+3’ | Marcatori | 81’ Barkley |

| Arbitro: | Kavanagh |

|  |           |                           |
|  | Marcatori | 51’, 90+1’ (rig.) Haaland |

| Arbitro: | Hooper |

|  |           |                          |
|  | Marcatori | 32’ Gvardiol 71’ Haaland |

| Arbitro: | Dawson |

|                                                        |           |           |
| Haaland 12’ (rig.), 35’, 45+3’ (rig.), 54’ Álvarez 85’ | Marcatori | 53’ Hwang |

| Arbitro: | Taylor |

|  |           |                                                  |
|  | Marcatori | 13’, 71’ Gvardiol 59’ Foden 90+7’ (rig.) Álvarez |

| Arbitro: | Brooks |

|                         |           |           |
| Foden 2’, 18’ Rodri 59’ | Marcatori | 42’ Kudus |

### FA Cup
| Arbitro: | Salisbury |

|                                                         |           |  |
| Foden 33’, 65 ’ Álvarez 37’ Jackson 58’ (aut.) Doku 74’ | Marcatori |  |

| Arbitro: | Tierney |

|  |           |         |
|  | Marcatori | 88’ Aké |

| Arbitro: | Taylor |

|                |           |                                            |
| Clark 45’, 52’ | Marcatori | 3’, 18’, 40’, 55’, 58’ Haaland 72’ Kovačić |

| Arbitro: | Hooper |

|                         |           |  |
| Bernardo Silva 13’, 31’ | Marcatori |  |

| Arbitro: | Oliver |

|                    |           |  |
| Bernardo Silva 84’ | Marcatori |  |

| Arbitro: | Madley |

|          |           |                         |
| Doku 87’ | Marcatori | 30’ Garnacho 39’ Mainoo |

### League Cup
| Arbitro: | Kavanagh |

|          |           |  |
| Isak 53’ | Marcatori |  |

### Community Shield
| Arbitro: | Attwell (Birmingham) |

|                               |                      |                       |
| Trossard 90+11’               | Marcatori            | 77’ Palmer            |
| Ødegaard Trossard Saka Vieira | Tiri di rigore 4 – 1 | De Bruyne Silva Rodri |

### UEFA Champions League

#### Fase a gironi
| Arbitro: | Pinheiro |

|                            |           |            |
| Álvarez 47’, 60’ Rodri 73’ | Marcatori | 45’ Bukari |

| Arbitro: | Soares Dias |

|            |           |                                  |
| Openda 48’ | Marcatori | 25’ Foden 84’ Álvarez 90+2’ Doku |

| Arbitro: | Krogh |

|          |           |                                    |
| Elia 52’ | Marcatori | 48’ Akanji 66’ (rig.), 86’ Haaland |

| Arbitro: | Lambrechts |

|                                     |           |  |
| Haaland 23’ (rig.), 51’ Foden 45+1’ | Marcatori |  |

| Arbitro: | Nyberg |

|                                   |           |                 |
| Haaland 54’ Foden 70’ Álvarez 87’ | Marcatori | 13’, 33’ Openda |

| Arbitro: | Ağayev |

|                       |           |                                           |
| Hwang 76’ Katai 90+1’ | Marcatori | 19’ Hamilton 62’ Bobb 85’ (rig.) Phillips |

#### Fase ad eliminazione diretta
| Arbitro: | Sánchez Martínez |

|              |           |                                                |
| Mattsson 34’ | Marcatori | 10’ De Bruyne 45+1’ Bernardo Silva 90+2’ Foden |

| Arbitro: | Eskås |

|                                    |           |                 |
| Akanji 5’ Álvarez 9’ Haaland 45+3’ | Marcatori | 29’ Elyounoussi |

| Arbitro: | Letexier |

|                                          |           |                                          |
| Dias 12’ (aut.) Rodrygo 14’ Valverde 79’ | Marcatori | 2’ Bernardo Silva 66’ Foden 71’ Gvardiol |

| Arbitro: | Orsato |

|                                              |                      |                                         |
| De Bruyne 76’                                | Marcatori            | 12’ Rodrygo                             |
| Álvarez Bernardo Silva Kovačić Foden Ederson | Tiri di rigore 3 – 4 | Modrić Bellingham Vázquez Nacho Rüdiger |

### Supercoppa UEFA
| Arbitro: | Letexier |

|                                         |                      |                                    |
| Palmer 63’                              | Marcatori            | 25’ En-Nesyri                      |
| Haaland Álvarez Kovačić Grealish Walker | Tiri di rigore 5 – 4 | Ocampos Mir Rakitić Montiel Gudelj |

### Coppa del mondo per club FIFA
| Arbitro: | Mohammed Al Hoish |

|  |           |                                                       |
|  | Marcatori | 45+1’ (aut.) Høibråten 52’ Kovačić 59’ Bernardo Silva |

| Arbitro: | Marciniak |

|                                           |           |  |
| Álvarez 1’, 88’ Nino 27’ (aut.) Foden 72’ | Marcatori |  |

## Statistiche finali

### Statistiche di squadra
Statistiche aggiornate al 25 maggio 2024.
| Competizione             | Punti | In casa | In casa | In casa | In casa | In casa | In casa | In trasferta | In trasferta | In trasferta | In trasferta | In trasferta | In trasferta | In campo neutro | In campo neutro | In campo neutro | In campo neutro | In campo neutro | In campo neutro | Totale | Totale | Totale | Totale | Totale | Totale | DR  |
| Competizione             | Punti | G       | V       | N       | P       | Gf      | Gs      | G            | V            | N            | P            | Gf           | Gs           | G               | V               | N               | P               | Gf              | Gs              | G      | V      | N      | P      | Gf     | Gs     | DR  |
| ------------------------ | ----- | ------- | ------- | ------- | ------- | ------- | ------- | ------------ | ------------ | ------------ | ------------ | ------------ | ------------ | --------------- | --------------- | --------------- | --------------- | --------------- | --------------- | ------ | ------ | ------ | ------ | ------ | ------ | --- |
| Premier League           | 91    | 19      | 14      | 5       | 0       | 51      | 16      | 19           | 14           | 2            | 3            | 45           | 18           | -               | -               | -               | -               | -               | -               | 38     | 28     | 7      | 3      | 96     | 34     | +62 |
| FA Cup                   | -     | 2       | 2       | 0       | 0       | 7       | 0       | 2            | 2            | 0            | 0            | 7            | 2            | 2               | 1               | 0               | 1               | 2               | 2               | 6      | 5      | 0      | 1      | 16     | 4      | +12 |
| League Cup               | -     | 0       | 0       | 0       | 0       | 0       | 0       | 1            | 0            | 0            | 1            | 0            | 1            | -               | -               | -               | -               | -               | -               | 1      | 0      | 0      | 1      | 0      | 1      | - 1 |
| Champions League         | 18    | 5       | 4       | 1       | 0       | 13      | 5       | 5            | 4            | 1            | 0            | 15           | 8            | -               | -               | -               | -               | -               | -               | 10     | 8      | 2      | 0      | 28     | 13     | +15 |
| Community Shield         | -     | -       | -       | -       | -       | -       | -       | -            | -            | -            | -            | -            | -            | 1               | 0               | 1               | 0               | 1               | 1               | 1      | 0      | 1      | 0      | 1      | 1      | 0   |
| Supercoppa UEFA          | -     | -       | -       | -       | -       | -       | -       | -            | -            | -            | -            | -            | -            | 1               | 0               | 1               | 0               | 1               | 1               | 1      | 0      | 1      | 0      | 1      | 1      | 0   |
| Coppa del Mondo per club | -     | -       | -       | -       | -       | -       | -       | -            | -            | -            | -            | -            | -            | 2               | 2               | 0               | 0               | 7               | 0               | 2      | 2      | 0      | 0      | 7      | 0      | +7  |
| Totale                   | -     | 26      | 20      | 6       | 0       | 71      | 21      | 27           | 20           | 3            | 4            | 67           | 29           | 6               | 3               | 1               | 2               | 11              | 4               | 59     | 43     | 11     | 5      | 149    | 54     | +95 |

### Andamento in campionato
| Giornata  | 1 | 2 | 3 | 4 | 5 | 6 | 7 | 8 | 9 | 10 | 11 | 12 | 13 | 14 | 15 | 16 | 17 | 18 | 19 | 20 | 21 | 22 | 23 | 24 | 25 | 26 | 27 | 28 | 29 | 30 | 31 | 32 | 33 | 34 | 35 | 36 | 37 | 38 |
| --------- | - | - | - | - | - | - | - | - | - | -- | -- | -- | -- | -- | -- | -- | -- | -- | -- | -- | -- | -- | -- | -- | -- | -- | -- | -- | -- | -- | -- | -- | -- | -- | -- | -- | -- | -- |
| Luogo     | T | C | T | C | T | C | T | T | C | T  | C  | T  | C  | C  | T  | T  | C  | C  | T  | C  | T  | C  | T  | C  | C  | T  | C  | T  | T  | C  | C  | T  | C  | T  | T  | C  | T  | C  |
| Risultato | V | V | V | V | V | V | P | P | V | V  | V  | N  | N  | N  | P  | V  | N  | V  | V  | V  | V  | V  | V  | V  | N  | V  | V  | N  | V  | N  | V  | V  | V  | V  | V  | V  | V  | V  |
| Posizione | 3 | 2 | 1 | 1 | 1 | 1 | 1 | 3 | 2 | 3  | 1  | 1  | 2  | 3  | 4  | 4  | 4  | 2  | 4  | 3  | 2  | 2  | 2  | 2  | 3  | 2  | 2  | 3  | 2  | 3  | 3  | 3  | 1  | 1  | 2  | 2  | 1  | 1  |

Legenda:

Luogo: C = Casa; T = Trasferta. Risultato: V = Vittoria; N = Pareggio; P = Sconfitta.

### Statistiche dei giocatori
Sono in corsivo i calciatori che hanno lasciato la società a stagione in corso.
| Giocatore    | Premier League | Premier League | Premier League | Premier League | FA Cup + Football League Cup | FA Cup + Football League Cup | FA Cup + Football League Cup | FA Cup + Football League Cup | UEFA Champions League | UEFA Champions League | UEFA Champions League | UEFA Champions League | Community Shield Supercoppa UEFA Coppa del mondo per club | Community Shield Supercoppa UEFA Coppa del mondo per club | Community Shield Supercoppa UEFA Coppa del mondo per club | Community Shield Supercoppa UEFA Coppa del mondo per club | Totale   | Totale | Totale      | Totale     |
| Giocatore    | Presenze       | Reti           | Ammonizioni    | Espulsioni     | Presenze                     | Reti                         | Ammonizioni                  | Espulsioni                   | Presenze              | Reti                  | Ammonizioni           | Espulsioni            | Presenze                                                  | Reti                                                      | Ammonizioni                                               | Espulsioni                                                | Presenze | Reti   | Ammonizioni | Espulsioni |
| ------------ | -------------- | -------------- | -------------- | -------------- | ---------------------------- | ---------------------------- | ---------------------------- | ---------------------------- | --------------------- | --------------------- | --------------------- | --------------------- | --------------------------------------------------------- | --------------------------------------------------------- | --------------------------------------------------------- | --------------------------------------------------------- | -------- | ------ | ----------- | ---------- |
| M. Akanji    | 30             | 2              | 4              | 1              | 5+1                          | 0                            | 0+1                          | 0                            | 8                     | 2                     | 2                     | 0                     | 1+1+1                                                     | 0                                                         | 0+0+1                                                     | 0                                                         | 47       | 4      | 8           | 1          |
| N. Aké       | 29             | 2              | 0              | 0              | 4+1                          | 1+0                          | 0                            | 0                            | 7                     | 0                     | 0                     | 0                     | 0+1+2                                                     | 0                                                         | 0                                                         | 0                                                         | 44       | 3      | 0           | 0          |
| J. Álvarez   | 36             | 11             | 2              | 0              | 6+1                          | 1+0                          | 2+0                          | 0                            | 7                     | 5                     | 0                     | 0                     | 1+1+2                                                     | 0+0+2                                                     | 1+0+0                                                     | 0                                                         | 54       | 19     | 5           | 0          |
| O. Bobb      | 14             | 1              | 0              | 0              | 5+1                          | 0                            | 0                            | 0                            | 4                     | 1                     | 0                     | 0                     | 0+0+2                                                     | 0                                                         | 0                                                         | 0                                                         | 26       | 2      | 0           | 0          |
| J. Cancelo   | 0              | 0              | 0              | 0              | 0                            | 0                            | 0                            | 0                            | 0                     | 0                     | 0                     | 0                     | 0                                                         | 0                                                         | 0                                                         | 0                                                         | 0        | 0      | 0           | 0          |
| S. Carson    | 0              | 0              | 0              | 0              | 0                            | 0                            | 0                            | 0                            | 0                     | 0                     | 0                     | 0                     | 0                                                         | 0                                                         | 0                                                         | 0                                                         | 0        | 0      | 0           | 0          |
| K. De Bruyne | 18             | 4              | 2              | 0              | 5+0                          | 0                            | 1+0                          | 0                            | 2                     | 2                     | 0                     | 0                     | 1+0+0                                                     | 0                                                         | 0                                                         | 0                                                         | 26       | 6      | 3           | 0          |
| R. Dias      | 30             | 0              | 1              | 0              | 4+0                          | 0                            | 1+0                          | 0                            | 9                     | 0                     | 2                     | 0                     | 1+0+1                                                     | 0                                                         | 0                                                         | 0                                                         | 45       | 0      | 4           | 0          |
| J. Doku      | 29             | 3              | 3              | 0              | 6+1                          | 2+0                          | 2+0                          | 0                            | 7                     | 1                     | 0                     | 0                     | 0                                                         | 0                                                         | 0                                                         | 0                                                         | 43       | 6      | 5           | 0          |
| Ederson      | 33             | -27            | 3              | 0              | 0                            | 0                            | 0                            | 0                            | 7                     | -6                    | 0                     | 0                     | 0+1+2                                                     | 0-1                                                       | 0                                                         | 0                                                         | 43       | -33    | 3           | 0          |
| P. Foden     | 35             | 19             | 2              | 0              | 5+1                          | 2+0                          | 1+0                          | 0                            | 8                     | 5                     | 0                     | 0                     | 1+1+2                                                     | 0+0+1                                                     | 0                                                         | 0                                                         | 53       | 27     | 3           | 0          |
| S. Gómez     | 6              | 0              | 0              | 0              | 2+1                          | 0                            | 0                            | 0                            | 5                     | 0                     | 0                     | 0                     | 0+0+1                                                     | 0                                                         | 0                                                         | 0                                                         | 15       | 0      | 0           | 0          |
| J. Grealish  | 20             | 3              | 6              | 0              | 3+1                          | 0                            | 0                            | 0                            | 8                     | 0                     | 1                     | 0                     | 1+1+2                                                     | 0                                                         | 0                                                         | 0                                                         | 36       | 3      | 7           | 0          |
| J. Gvardiol  | 28             | 4              | 3              | 0              | 4+1                          | 0                            | 1+0                          | 0                            | 6                     | 1                     | 1                     | 0                     | 0+1+2                                                     | 0                                                         | 0                                                         | 0                                                         | 42       | 5      | 5           | 0          |
| E. Haaland   | 31             | 27             | 1              | 0              | 3+0                          | 5+0                          | 0                            | 0                            | 9                     | 6                     | 0                     | 0                     | 1+1+0                                                     | 0                                                         | 0                                                         | 0                                                         | 45       | 38     | 1           | 0          |
| M. Hamilton  | 0              | 0              | 0              | 0              | 1+0                          | 0                            | 0                            | 0                            | 2                     | 1                     | 0                     | 0                     | 0                                                         | 0                                                         | 0                                                         | 0                                                         | 3        | 1      | 0           | 0          |
| M. Kovačić   | 30             | 1              | 4              | 0              | 5+1                          | 1+0                          | 1+0                          | 0                            | 6                     | 0                     | 0                     | 0                     | 1+1+2                                                     | 0+0+1                                                     | 0                                                         | 0                                                         | 46       | 3      | 5           | 0          |
| A. Laporte   | 1              | 0              | 0              | 0              | 0                            | 0                            | 0                            | 0                            | 0                     | 0                     | 0                     | 0                     | 0                                                         | 0                                                         | 0                                                         | 0                                                         | 1        | 0      | 0           | 0          |
| R. Lewis     | 16             | 2              | 1              | 0              | 2+1                          | 0                            | 0                            | 0                            | 7                     | 0                     | 0                     | 0                     | 0+0+1                                                     | 0                                                         | 0                                                         | 0                                                         | 27       | 2      | 1           | 0          |
| J. McAtee    | 1              | 0              | 0              | 0              | 0                            | 0                            | 0                            | 0                            | 0                     | 0                     | 0                     | 0                     | 0                                                         | 0                                                         | 0                                                         | 0                                                         | 1        | 0      | 0           | 0          |
| M. Nunes     | 17             | 0              | 0              | 0              | 2+1                          | 0                            | 0                            | 0                            | 7                     | 0                     | 0                     | 0                     | 0+0+2                                                     | 0                                                         | 0+0+1                                                     | 0                                                         | 29       | 0      | 1           | 0          |
| S. Ortega    | 9              | -7             | 0              | 0              | 6+1                          | -4 + -1                      | 0                            | 0                            | 3                     | -7                    | 0                     | 0                     | 1+0+0                                                     | -1+0+0                                                    | 0                                                         | 0                                                         | 20       | -19    | 0           | 0          |
| C. Palmer    | 1              | 0              | 0              | 0              | 0                            | 0                            | 0                            | 0                            | 0                     | 0                     | 0                     | 0                     | 1+1+0                                                     | 1+1+0                                                     | 0                                                         | 0                                                         | 3        | 2      | 0           | 0          |
| M. Perrone   | 0              | 0              | 0              | 0              | 0                            | 0                            | 0                            | 0                            | 0                     | 0                     | 0                     | 0                     | 0                                                         | 0                                                         | 0                                                         | 0                                                         | 0        | 0      | 0           | 0          |
| K. Phillips  | 4              | 0              | 0              | 0              | 0+1                          | 0+1                          | 0                            | 0                            | 4                     | 1                     | 1                     | 0                     | 0+0+1                                                     | 0                                                         | 0                                                         | 0                                                         | 10       | 2      | 1           | 0          |
| Rodri        | 34             | 8              | 8              | 1              | 4+0                          | 0                            | 0                            | 0                            | 8                     | 1                     | 2                     | 0                     | 1+1+2                                                     | 0                                                         | 0                                                         | 0                                                         | 50       | 9      | 10          | 1          |
| B. Silva     | 33             | 6              | 8              | 0              | 5+0                          | 3+0                          | 0                            | 0                            | 8                     | 2                     | 1                     | 0                     | 1+0+2                                                     | 0+0+1                                                     | 0                                                         | 0                                                         | 49       | 12     | 9           | 0          |
| Z. Steffen   | 0              | 0              | 0              | 0              | 0                            | 0                            | 0                            | 0                            | 0                     | 0                     | 0                     | 0                     | 0                                                         | 0                                                         | 0                                                         | 0                                                         | 0        | 0      | 0           | 0          |
| J. Stones    | 16             | 1              | 2              | 0              | 3+0                          | 0                            | 0                            | 0                            | 6                     | 0                     | 0                     | 0                     | 1+0+2                                                     | 0                                                         | 0                                                         | 0                                                         | 28       | 1      | 2           | 0          |
| M. Susoho    | 0              | 0              | 0              | 0              | 0+0                          | 0                            | 0                            | 0                            | 1                     | 0                     | 0                     | 0                     | 0                                                         | 0                                                         | 0                                                         | 0                                                         | 1        | 0      | 0           | 0          |
| K. Walker    | 32             | 0              | 2              | 0              | 5+0                          | 0                            | 0                            | 0                            | 6                     | 0                     | 0                     | 0                     | 1+1+2                                                     | 0                                                         | 0                                                         | 0                                                         | 47       | 0      | 2           | 0          |
| J. Wright    | 0              | 0              | 0              | 0              | 1+0                          | 0                            | 0                            | 0                            | 1                     | 0                     | 0                     | 0                     | 0                                                         | 0                                                         | 0                                                         | 0                                                         | 2        | 0      | 0           | 0          |